# محمدحسین معین‌پور
محمدحسین معین‌پور (۸ بهمن ۱۳۱۲ تهران – ۱ تیر ۱۳۹۳ تهران) سرتیپ خلبان اف-۴ فانتوم ۲ نیروی هوایی ارتش جمهوری اسلامی ایران و فرمانده آن نیرو بین سال‌های ۱۳۶۰ تا ۱۳۶۲ بود.

## زندگی‌نامه
وی در تاریخ ۱ مهر ۱۳۳۱ وارد دانشکدهٔ افسری شد و پس از فارغ‌التحصیلی در رستهٔ خلبانی در نیروی هوایی مشغول به خدمت گردید. وی ضمن طی دوره‌های مختلف تخصصی و نظامی، دورهٔ خلبانی هواپیمای جت را در آمریکا و دورهٔ کنترل شکاری را در کشور انگلستان طی کرد.
او در پی پیروزی انقلاب ۱۳۵۷ از افسرانی بود که به خدمت در نیروی هوایی ادامه داد و در ۲۱ شهریور ۱۳۶۰ بنا به پیشنهاد تیمسار سرلشکر ولی‌الله فلاحی به فرماندهی نیروی هوایی ارتش منصوب شد و جانشین سرهنگ جواد فکوری گردید.
زمان فرماندهی او بر نیروی هوایی مصادف با تحکیم ساختار سیاسی جمهوری اسلامی و اوج درگیری‌های داخلی بین گروه‌های مخالف جمهوری اسلامی و هواداران نظام سیاسی جدید بود که تصفیهٔ نیروی هوایی را از عناصر نامطلوب نظام به دنبال داشت. با این حال در دوران فرماندهی سرهنگ معین‌پور، نیروی هوایی در نبردهای مهمی مانند فتح‌المبین و بیت‌المقدس نقش سرنوشت‌سازی ایفا کرد که به بازپس‌گیری اراضی اشغالی جنوب و غرب ایران و شهر خرمشهر از نیروهای ارتش عراق منجر شد.
او در ۴ آذرماه ۱۳۶۲ جای خود را به سرهنگ خلبان هوشنگ صدیق واگذار کرد. هاشمی رفسنجانی در کتاب خاطراتش (سال ۱۳۶۲ – کتاب آرامش و چالش) دربارهٔ وی نوشته‌است:
«۲ آذر ۱۳۶۲: شورای عالی دفاع جلسه داشت. قرار شد برای فرماندهی نیروی هوایی به جای سرهنگ معینپور [معین‌پور]، سرهنگ [هوشنگ]صدیق نصب شود. کسی در جلسه مخالفت نکرد. سرهنگ معینپور [معین‌پور] مریض است و اطرافیان او، مانع تحرک نیرو هستند».

## درگذشت
معین‌پور در اول تیرماه ۱۳۹۳ به علت بیماری سرطان درگذشت.